# Mickey's 123: The Big Surprise Party
Mickey's 123: The Big Surprise Party es un juego educativo, como fiesta, fue lanzada para por Amiga y DOS, desarrollada por Distinctive Software y publicada por Disney Software en 20 de junio de 1990 en América del Norte.

## Personajes
Este juego se protagoniza a Mickey Mouse para encontrar a sus amigos en la fiesta:
- Donald Duck
- Daisy Duck
- Minnie Mouse
- Horace Horsecollar
- Goofy
- Clarabelle Cow
- Chip 'n Dale
- Gus Goose
- Scrooge McDuck

- Datos: Q17042548